# Anita Garibaldi

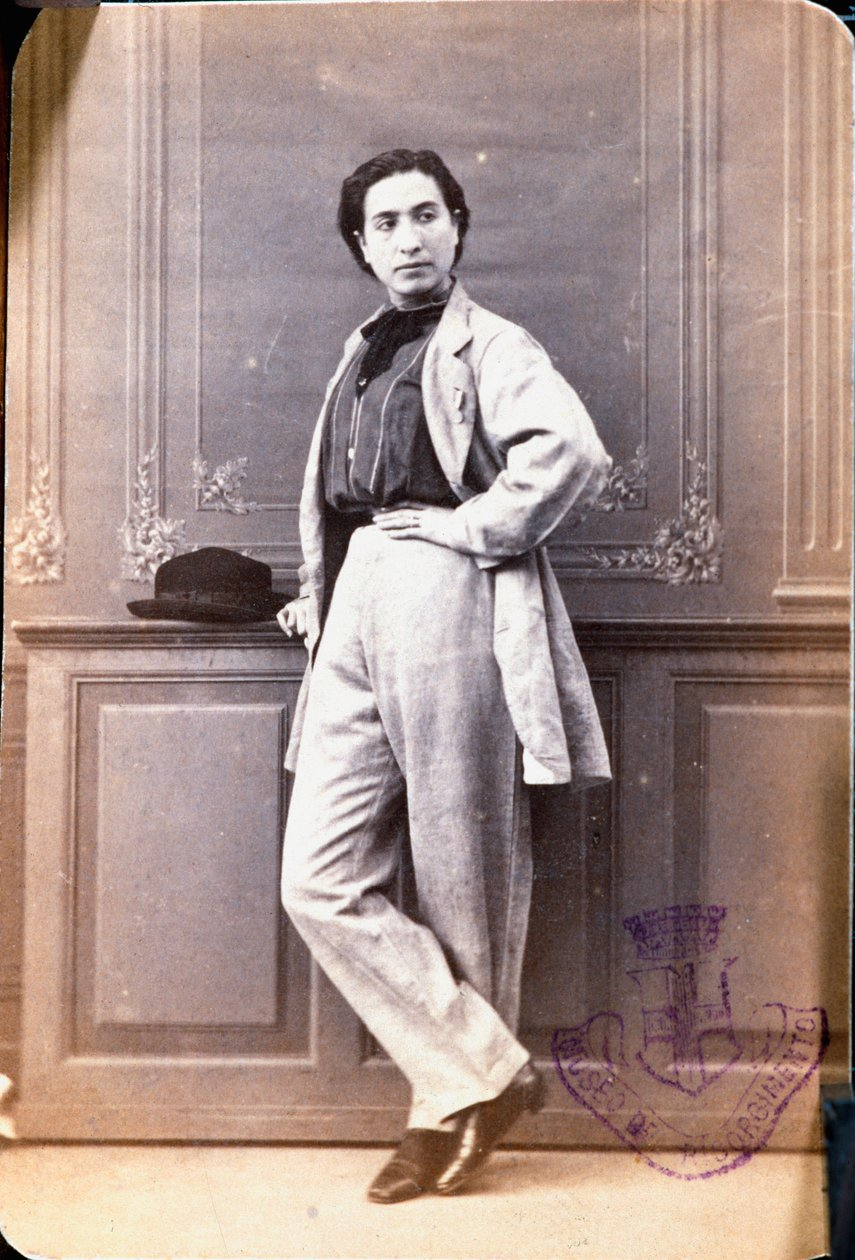
Anita Garibaldi (Foto um 1848)

Anita Garibaldi, gebürtig Ana Maria de Jesus Ribeiro da Silva (* 30. August 1821 in Laguna, Santa Catarina; † 4. August 1849 in Mandriole bei Ravenna), war eine in Italien eingebürgerte brasilianische Revolutionärin. Ab 1842 war Anita – auch die Heroine zweier Welten genannt – mit dem Freiheitskämpfer Garibaldi verheiratet.

## Leben
Die Eltern Bento Ribeiro da Silva und Maria Antonia de Jesus Antunes, verarmte portugiesische Einwanderer von den Azoren, hatten sechs Kinder – drei Mädchen und drei Jungen. Die Söhne starben im Kindesalter. Der Vater starb 1834 an Typhus. Auf Drängen der Mutter heiratete Anita an ihrem 14. Geburtstag den Lagunaer Schuster Manuel Duarte de Aguiar. Dieser verließ seine Frau und trat in die kaiserliche Armee ein.
Anita war von den gegen den Kaiser von Brasilien gerichteten revolutionären Ereignissen im südlichen Brasilien hingerissen und sah dort Giuseppe Garibaldi zum ersten Mal, am 22. Juli 1839, in der Lagunaer Kirche. Bereits am nächsten Tag soll ihr Garibaldi gesagt haben: Devi essere mia (Du musst mein sein). Anita war zu dem Zeitpunkt allerdings noch verheiratet.
Im November 1839 beteiligte sich Anita an den Kämpfen bei Imbituba und Laguna an der Seite des Geliebten. Im Januar 1840 geriet die Kämpferin während der Schlacht von Curitibanos in Gefangenschaft, konnte sich aber durch eine List befreien und fand Giuseppe wieder. Am 16. September 1840 wurde ihr erstes Kind Domenico († 1903) geboren. Garibaldi nannte den Jungen „Menotti“ – zu Ehren des gleichnamigen Freiheitskämpfers. Ab 1841 hielt sich das Paar in Uruguay auf. Nachdem ihr Ehemann gestorben war, konnte Anita Giuseppe am 26. März 1842 in Montevideo heiraten und sie brachte drei weitere Kinder zur Welt: Rosita (1843–1845), Teresita (1845–1903) und Ricciotti (1847–1924). Nachdem Pius IX. zu Beginn seines Pontifikats 1846 italienische Revolutionäre amnestiert hatte, ging Anita mit Giuseppe und den Kindern nach Italien.
Im Ersten italienischen Unabhängigkeitskrieg kämpfte Garibaldi in Rom für die Einheit Italiens. In den letzten Tagen des drei Monate währenden Kampfes gegen den Angreifer General Oudinot beteiligte sich die schwangere Anita in Garibaldis Nähe an den Kämpfen. Als die französischen Streitkräfte mit ihrem Expeditionskorps Rom einnahmen, flohen Anita und Giuseppe Garibaldi in Richtung Toskana und von dort weiter in Richtung Venedig, um österreichischen Truppen zu entkommen.
Anita Garibaldi starb Anfang August 1849 auf der Flucht in der Nähe von Ravenna an Malaria.

## Adaptionen

### Musiktheater
- 2. September 1950, Teatro Carlos Gomes, Blumenau (Brasilien): Anita Garibaldi[A 6] – Oper in drei Akten von Heinz Geyer[A 7], Libretto: José Ferreira da Silva. Norma Cresto sang die Anita, Lubo Maciuk den Giuseppe Garibaldi, und der Komponist dirigierte zum 100. Geburtstag von Blumenau.

### Verfilmungen
- 1952, Italien: Die Rothemden – Camicie rosse[A 8] von Goffredo Alessandrini mit Anna Magnani und Raf Vallone in den Hauptrollen.
- 16. Januar 2012, TV Italien: Anita Garibaldi[A 9] von Claudio Bonivento mit Valeria Solarino und Giorgio Pasotti in den Hauptrollen.[6]
- 2013, Brasilien: Garibaldi – Held zweier Welten (OT: Anita e Garibaldi)[A 10] von Alberto Rondalli mit Ana Paula Arósio[A 11] und Gabriel Braga Nunes[A 12] in den Hauptrollen.

## Würdigungen
Im Zentrum von Ravenna ist die Piazza Anita Garibaldi nach ihr benannt. Auf dem Gianicolo in Rom steht ein Denkmal für sie (1932 eingeweiht, der Bildhauer ist Mario Rutelli).